# LG X power
LG X power(えるじー えっくす ぱわー)は、韓国のLGエレクトロニクスによって開発されたスマートフォンである。

## 概要
韓国やアメリカ合衆国でリリースされた。本モデルには4100mAhという、スタンダードなモデルよりも遥かに大容量のバッテリーが搭載されており、長時間のバッテリーライフが実現されている。バッテリーの大きさに対して、厚さ7.9ミリメートルとディスプレイが5.3インチとなっており、コンパクトなボディにまとめられている。